# Rovištanci
Rovištanci su naselje u Hrvatskoj u sastavu općine Sokolovca. Nalaze se u Koprivničko-križevačkoj županiji. 

## Zemljopis
Zapadno je Donji Maslarac, sjeverozapadno su Gornji Maslarac, Brđani Sokolovački i Peščenik, sjeveroistočno su Hudovljani, istočno je Gornja Velika i Donja Velika, jugozapadno je Križ Gornji.

## Stanovništvo
| broj stanovnika | 20    |       |       | 73    | 117   | 146   | 174   | 189   | 188   | 164   | 169   | 160   | 126   | 109   | 71    | 57    | 48    |
|                 | 1857. | 1869. | 1880. | 1890. | 1900. | 1910. | 1921. | 1931. | 1948. | 1953. | 1961. | 1971. | 1981. | 1991. | 2001. | 2011. | 2021. |